# Hickory
Hickory (Carya) er udbredt i Nordamerika og Østasien. Fund af fossiler viser, at slægten har været udbredt i Europa før istiderne, det vil sige i tertiærtiden. Det er store træer med uligefinnede blade og frugter, der ligner valnødder. Arterne har hårdt, slidstærkt og holdbart ved og bruges til eksempelvis til skafter på hamre, økser og koste. Hickory er særligt velegnet til dette formål, da træet har stor elasticitet. Her nævnes kun de arter, der dyrkes i Danmark, eller som har økonomisk betydning her.
| Beskrevne arter |

- Bitter hickory (Carya cordiformis) eller Bitternød
- Svinehickory (Carya glabra)
- Pekan (Carya illinoinensis)
- Kongenød (Carya laciniosa)
- Hvid hickory (Carya ovata)
- Lodden hickory (Carya tomentosa)

| Beskrevne arter |

- Carya aquatica
- Carya carolinae-septentrionalis
- Carya cathayensis
- Carya floridana
- Carya hunanensis
- Carya kweichowensis
- Carya myristiciformis
- Carya ovalis
- Carya pallida
- Carya palmeri
- Carya poilanei
- Carya texana
- Carya tonkinensis